# 廉家坝水库
廉家坝水库是中国辽宁省丹东市东港市境内的一座水库，位于双岔河上，建于1967年。水库正常库容为2290万立方米，集雨面积为43平方千米，海拔为7.9米。